# یانگ هیونگ مو
یانگ هیونگ-مو (به کره‌ای: 양형모) (زادهٔ ۲۳ مارس ۱۹۷۱) کشتی‌گیر پیشین اهل کره‌جنوبی در دستهٔ میان‌وزن کشتی آزاد است. او یک مدال نقرهٔ بازی‌های المپیک (۱۹۹۶) و دو مدال نقره (۱۹۹۶، ۱۹۹۷) و یک برنز (۱۹۹۳) را از مسابقات قهرمانی کشتی آسیا کسب کرده است.